# دی گریسوگونو

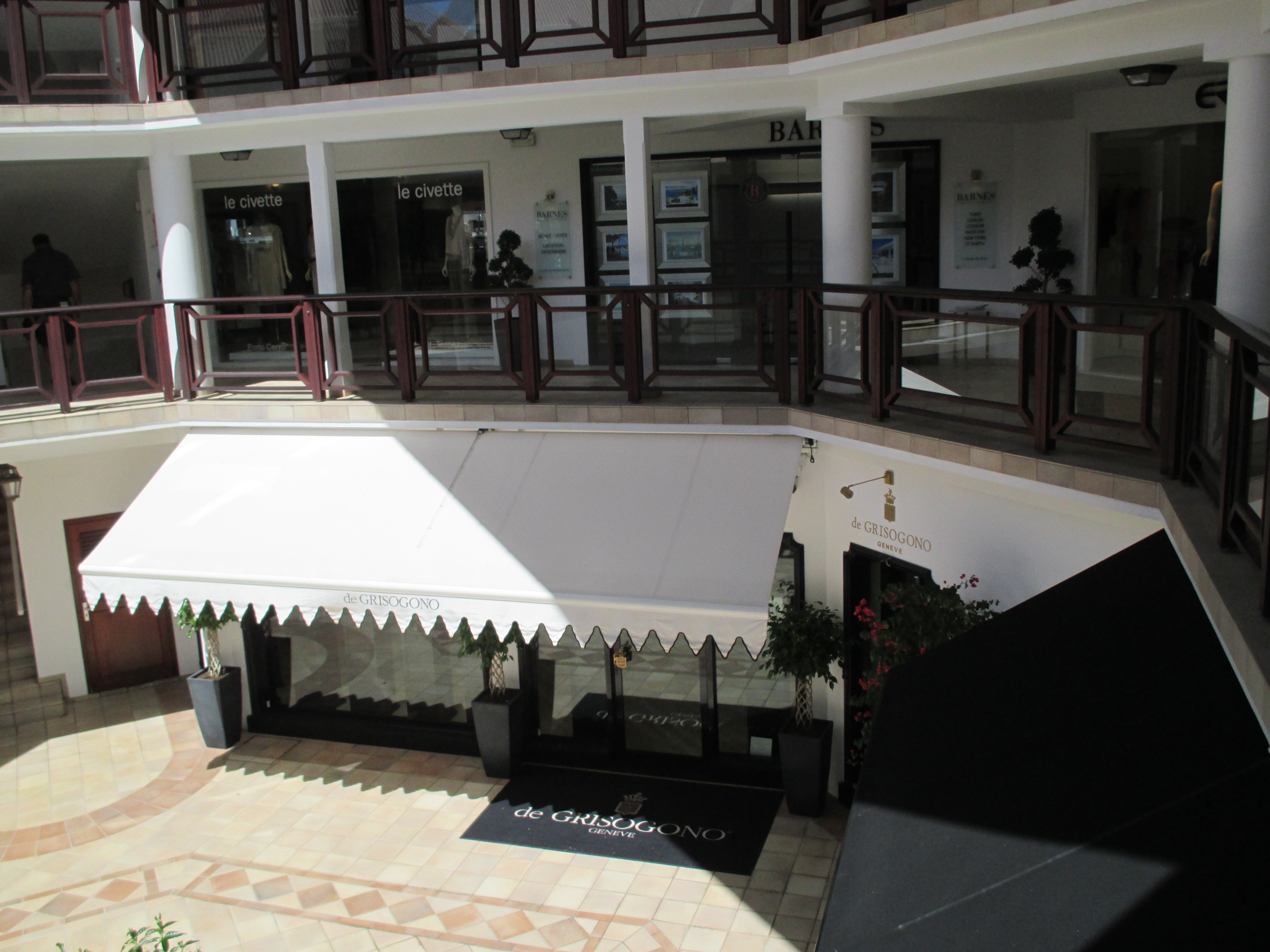
دی گریسوگونو (انگلیسی: De Grisogono) شرکت کالای لوکس سوئیسی است، که در سال ۱۹۹۳ تأسیس شد.